# Krytyka religii
Krytyka religii – obejmuje zarówno krytykę pojęcia religii, praktyk religijnych, idei propagowanych przez religie oraz konsekwencji tychże idei. Należy zaznaczyć, że nie cała krytyka odnosi się do wszystkich religii.

## Historia
W I wieku p.n.e. rzymski poeta Lukrecjusz uważał, że świat jest złożony z materii i pustki oraz że wszystkie zjawiska da się wytłumaczyć w sposób naturalny, bez udziału siły wyższej. Jako epikurejczyk uważał, że religia ma swoje korzenie w strachu i ignorancji oraz że zrozumienie otaczającego świata spowodowałoby uwolnienie ludzi z okowów.
W 1776 Edward Gibbon pisząc o starożytnych Rzymianach powiedział: Różne rodzaje kultu, jakie panowały w świecie rzymskim, były uważane przez lud za jednakowo prawdziwe, przez filozofów za jednakowo fałszywe, a przez sędziów za jednakowo użyteczne.
Na początku XVI wieku Niccolò Machiavelli powiedział: My Włosi jesteśmy bardziej niereligijni i bardziej zepsuci niż inni, ponieważ to Kościół i jego przedstawiciele dają nam najgorszy przykład. Według Machiavellego religia była tylko użytecznym narzędziem dla władców chcących manipulować opinią publiczną.
W ostatnich latach rozprzestrzenianie się tzw. nowego ateizmu spowodowało nasilenie się krytyki religii.

## Krytyka koncepcji

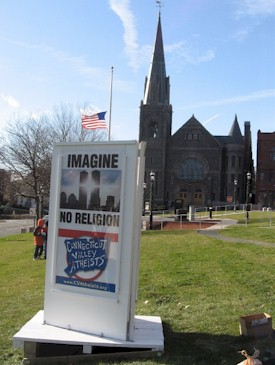
Krytykujący religię afisz Imagine No Religion („Wyobraź sobie brak religii”) z istniejącymi wieżami World Trade Center, nawiązujący do zamachów z 11 września spowodowanych fanatyzmem religijnym.

Zdaniem jednego z głównych amerykańskich ideologów nowego ateizmu, Daniela Denetta większość religii, poza pewnymi wyjątkami (na przykład raelizm lub bahaizm), powstała w celu wyjaśniania takich zagadnień jak geneza życia, funkcjonowanie organizmu oraz charakter gwiazd czy planet. Według jego koncepcji system wierzeń był próbą wyjaśnienia niezrozumiałych i często przerażających zjawisk, zwykle poprzez zarys dramatycznych wydarzeń i opisów w jaki sposób ich wspólnota i cały świat został stworzony. Zdaniem Denetta opowieści te służyły temu, by nieść otuchę i nadawać sens istnieniu. Jako takie mogły posiadać kilka ważnych funkcji w społeczeństwach starożytnych, takich jak wyjaśnienie zaćmienia Słońca, zaćmienia Księżyca, pojawiania się komet. Wraz z rozwojem nauki pojawili się krytycy, tacy jak: Bertrand Russell, Carl Sagan, Sam Harris, Richard Dawkins, Lawrence Krauss, Christopher Hitchens i Michel Onfray, twierdzący, że trzymanie się tych wierzeń jest absurdalne i irracjonalne.
Filozof Stanfordu John McCarthy twierdzi: Niepotrzebna nam również [hipoteza Boga] ponieważ nauka się sprawdza i jest najlepszym narzędziem do rozwiązywania wszelkich zagadek.
Krytykę wierzeń religijnych przeprowadził również w dziele Testament katolicki ksiądz Jan Meslier.
Wielu krytyków uważa, że dalsze trwanie w wierze dużej części ludzkości powoduje problemy, z których duża część jest opisana poniżej. Zdaniem części krytyków religii, wynikające z nich poglądy dotyczące życia i ludzi, są prymitywne i nie tylko negatywnie wpływają na wizerunek nauki ale mają negatywne konsekwencje społeczne i etyczne.

### Irracjonalne podstawy
Niektórzy krytycy zauważają, że do wiary potrzebne jest odrzucenie racjonalnego myślenia. Takie przywiązanie do wyznawanych idei, pomimo że istnieją dowody przeciw, jest niezgodne z naukowym podejściem, bazującym na empiryzmie i powtarzalnych eksperymentach.
Alvin Platinga definiuje teistę jako człowieka który wierzy w Boga jako podstawę wszechrzeczy i nie ma w tym nic logicznego. Twierdzi on, że teista nie wierzy w Boga tak, jak naukowcy wierzą w teorie - nie ma w nich gotowości do zrewidowania swoich poglądów: Dojrzały wierzący, dojrzały teista nie uważa istnienia Boga za tymczasowe, hipotetyczne, lub namiastkę, po której ma przyjść coś lepszego. Myślę też, że nie uważa Go za wynik rozumowania płynący z innych wierzeń; akceptuje on Boga jako podstawę, część fundamentu jego intelektualnej struktury. Dojrzały teista angażuje całego siebie w wiarę: znaczy to, że uznaje wiarę w Boga za podstawową.
Wiara zaangażowana jest zwana czasami „wiarą opartą na gorliwości”. Wielu filozofów uważa, że podporządkowanie się czemuś tylko na podstawie gorliwości jest złe. Platon uważał, że Twoja gorliwość jest nieoceniona, jeżeli wykorzystana we właściwym celu, jednak gdy jest to cel zły, im większa gorliwość tym większe zło. Podobnie uważa Bertrand Russell – wiara pomimo nieistnienia dowodu jest szkodliwa. Chrześcijanie uważają, że ich wiara prowadzi do dobra, a inne sprowadzają nieszczęście. W każdym razie utrzymują to wobec komunizmu. Chciałbym powiedzieć, że każda wiara szkodzi. Możemy zdefiniować „wiarę” jako mocne przekonanie niepodparte dowodem. Kiedy pojawia się dowód nikt nie mówi już o „wierze”. Nie mówi się o wierze w to że dwa a dwa jest cztery, ani o wierze w to, że Ziemia jest okrągła. Mówimy o wierze gdy chcemy emocją zastąpić dowód.
Rozwinięciem tego stanowiska jest stwierdzenie, że religia jako postawa światopoglądowa wyklucza się z nauką jako sposobem badania i opisywania świata. Takie ujęcie pojawiło się pod koniec XIX w. w pozytywistycznie i naturalistycznie zorientowanej historiografii nauki, w której przedstawiono naukę i religię jako zjawiska znajdujące się w stanie permanentnej i nieuniknionej wojny. Obecnie zwolennikiem historiozoficznej koncepcji „wojny nauki z religią” jest Richard Dawkins. Jest to przeciwieństwo innego poglądu na wzajemne stosunki między religią a nauką, zwanego koncepcją Niezachodzących na siebie magisteriów. Według zwolenników tego poglądu osobne obszary ludzkich zainteresowań posiadają osobne zestawy narzędzi dyskursu i rozstrzygania problemów.
W szczególności krytykowano metafizykę w filozofii chrześcijańskiej. Na tę metafizykę, jak wskazuje Kant, składają się trzy tylko problemy: Bóg, wolność, nieśmiertelność. Poniżej ich krótkie rozpatrzenie.

#### Bóg
Wielu filozofów wielokrotnie zwracało uwagę na błędy logiczne zawarte w pojęciu boga, a w szczególności boga-osoby. Przeciwstawienie Boga naturze (a w szczególności postawienie go ponad nią) było nielogiczne dla panteistów (np. Spinoza), gdyż jeżeli bóg reprezentuje przypadkowość, wówczas jego pojęcie jest bezużyteczne, a jeżeli reprezentuje konieczność (przyczynowość), to tym samym jest już sam poddany określonym prawidłom i nimi ograniczony.
Filozofowie egzystencjalni i preegzystencjalni, np. F. Nietzsche, J.P. Sartre, wskazywali, że pojęcie boga jest przeciwstawne pojęciu rzeczywistości i stawania się. W tym celu wskazywali na doskonałość non plus ultra cech boskich:
- wszechwiedza (pytano: „co w takim razie robią bogowie? czy filozofują?”[14]),
- wszechmoc (w tym: fakt, że wola boża jest cały czas spełniona) – paradoks omnipotencji,
- niezmienność (Bóg zawsze chce to, co chciał chcieć, nic go tutaj nie zmienia),
- odwieczność (czy świat został stworzony po upływie wieczności?),
- bezczasowość, bezcielesność („Bóg jest duchem”, np. według Nowego Testamentu).

Cechy te, zdaniem egzystencjalistów, są sprzeczne z życiem i z byciem osobą: „są to cechy niebytu, nicości”. Pojęcie boga uznano za nic więcej jak podmiot gramatyczny, przypisywany do określonych zdarzeń realnych.
Osobną i bardzo bogatą grupę argumentów stanowią argumenty przeciwko bogu dobremu i ogólnie przeciwko hipotezie moralnej. Zalicza się tu zwłaszcza problem teodycei, ale też liczne inne problemy. Najbardziej znanym europejskim immoralistą (filozofem sprzeciwiającym się panowaniu pojęć i sądów moralnych) był F. Nietzsche.
Sama krytyka religii, czy nawet walka z nią nie zawsze oznacza negację istnienia pojęcia boga. Taka postawa reprezentowana jest na przykład przez osoby określające siebie jako bezwyznaniowe.

#### Wolna wola
Krytyce poddaje się też pojęcie wolnej woli. Krytykowano je zarówno z pozycji deterministycznych (tutaj najbardziej znana jest rozprawa konkursowa Schopenhauera), semideterministycznych (ewolucjonizm; „czy przypadek rządzi światem?” – pytanie to zadawano już w średniowieczu, zob. np. Bracia i Siostry Wolnego Ducha), jak i, ogólniej, fatalistycznych („co ma być, to będzie”). Wskazywano też na problem nieskończonej regresji (czy chcenie samo jest chciane? człowiek bezbożny nie chce być pobożny i vice versa), konflikt z wszechwiedzą boską (Marcin Luter, De servo arbitrio – najsłynniejsze sformułowanie). Twierdzono, że idea grzechu przyszła na świat wskutek błędów rozumu. Wielu filozofów i uczonych (np. Einstein) nie zgadzało się z koncepcją jakiegokolwiek zewnętrznego wobec świata zadania/imperatywu dla ludzkości. Wskazywano na doskonałość praw przyrody i niemożliwość zmiany przeznaczenia, co wynika z jego definicji.

#### Nieśmiertelność
W krytyce idei nieśmiertelności najczęściej wysuwane argumenty to:
- relatywizm (każdy wierzy po swojemu, każdy ma trochę inne życzenia, likwidacja różnic i konfliktów oznaczałaby koniec);
- pochodzenie idei (stworzył je człowiek i jest, zdaniem ateistów, skrajnie nieprawdopodobne, by to naturalne wyewoluowanie idei/memów zostawiało jakąkolwiek wolność Stwórcy, tzn. by odpowiadało jakimś zewnętrznym zamiarom i prawdom);
- problem różnicy między zwierzęciem a człowiekiem: z perspektywy ontogenezy (rozwój osobniczy) i filogenezy, czy po prostu genetyki;
- krytyka poglądów nt. duszy, a zwłaszcza jej istnienia odrębnie od ciała: tutaj osiągnięcia neuronauk, tłumaczących ludzką świadomość i samoświadomość w kategoriach czysto cielesnych (poszczególne ośrodki i półkule mózgu) oraz obalających wiarę w duszę rozumianą jako substancja prosta (niepodzielna);
- krytyka pojęcia „Ja” i jego jedności (tutaj też problem ludzi zapadających na różne choroby zmieniające ich tożsamość); „nic nie jest wieczne i niezmienne”;
- we wszystkich ideach nieśmiertelności przypisuje się ludzkiemu losowi jakąś wieczną i niezmienną stałą (np. szczęście/nieszczęście), która mu będzie w przyszłości przyświecać. Z pozycji egzystencjalnych można zatem rzec, że ponieważ istota życia tkwi w tym, co zmienne („składowa stała” jest usuwana), więc teorie o życiu wiecznym nie mają związku z rzeczywistością;
- krytyka wiary w przeciwieństwo wartości (tu: niebo-piekło). Mianowicie przyjmując, że życie składa się z pewnych pierwiastków (np. samoświadomość, samotność, cierpienie, nienasycona wola, ulga), które się wzajemnie warunkują i zawsze występują – aczkolwiek w różnych ilościach i z różną intensywnością – po scałkowaniu ich na nieskończonym przedziale czasowym efekt byłby taki sam;
- przedłużanie życia ludzkiego, hibernacja zamiast śmierci itp.

Ponadto niemiecki filozof F. Nietzsche wskazał, że przy skończonej liczbie dostępnych stanów i nieskończonym czasie nie istnieje inna wieczność niż wieczny powrót. Oznaczałoby to życie skończone, lecz wiecznie powracające. Zarazem pytał on, czy z faktu, że życie wiecznie powraca, coś dla nas wynika, czy też mógłby on być zupełnie pomijalny.

### Nieprawdopodobne poglądy
Wiele wierzeń, które są wspólne dla wielu religii są uważane przez wiele osób trzecich za nieprawdopodobne i przez to stojące w sprzeczności z nauką i zdrowym rozsądkiem. Przykładowo pojęcie grzechu i grzechu pierworodnego zostało skrytykowane przez Fryderyka Nietzschego w jego parodii biblijnej Tako rzecze Zaratustra poprzez aforyzm: Z faktu, że się urodziliśmy wynika przymus szukania wybaczenia. Poza tym wiele religii twierdzi, że istniał lub istnieje człowiek który ma w sobie boskość lub został naznaczony przez Boga co sprawia, że jest on nieomylny. Przykładem jest Jezus, Mahomet i w pewnych okolicznościach także papież. Stoi to w sprzeczności z doświadczeniami, które pokazują, że jest to skrajnie nieprawdopodobne o ile w ogóle możliwe, żeby podążał za wąską definicją dobra podawaną przez większość religii.
Wiele religii również, głosi mity, które stoją w sprzeczności z ogólnie przyjmowanymi teoriami naukowymi. Przykładem jest kreacjonizm, który stoi w sprzeczności z ewolucjonizmem czy też reinkarnacja w hinduizmie, która nie ma oparcia w doświadczeniach naukowych czy empirycznych.

### Sprzeczność przekazów
Twierdzę, że zarówno ja jak i ty, jesteśmy ateistami. Ja po prostu wierzę w jednego boga mniej. Gdybyś się tylko zastanowił dlaczego odrzucasz wszystkich innych bogów poza twoim, zrozumiesz czemu ja odrzucam twojego.

Pomimo iż wszystkie religie mają elementy wspólne, istnieją również zasadnicze różnice pomiędzy nimi. Mnogość wierzeń powoduje istnienie wielu wykluczających się wzajemnie przekonań, takich jak kto jest narodem wybranym.
Kolejnym argumentem jest kwestia wzajemnej krytyki pomiędzy niektórymi religiami, lub nawet wyznaniami w obrębie jednej religii. Przykładem jest krytyka katolików przez protestanckich przywódców w trakcie reformacji. Ponadto sporo religii, takich jak wierzenia starożytnych Greków, które kiedyś były szeroko wyznawane, są obecnie uznawane za mity.
Następnym przekazem sprzeczności pomiędzy religiami jest wizja życia pozagrobowego. Nawet wewnątrz tej samej religii istnieją sprzeczności co do tego jak ma to życie wyglądać i jak dostać się do nieba. Por. Walhalla, Raj, Hades, Piekło, Czyściec.

### Wymysł ludzi
Wielu krytyków uważa, że religia jest wymysłem człowieka czyli kolejną ideologią stworzoną przez niego. Według nich źródło religii leży w ludziach i ich społeczeństwie, a nie w interwencji sił wyższych oraz w kosmicznej prawdzie. W związku z tym historyczność przekazów religijnych jest podawana w wątpliwość.

#### Opium mas
Cierpienia religijne są zarówno wyrazem cierpień rzeczywistych jak i niezgodą na nie. Religia to westchnienie uciemiężonej istoty. Jest sercem świata, który jest bez serca i duszą bezdusznych warunków bytu. Jest opium mas.

Według Karola Marksa religia jest narzędziem wykorzystywanym przez klasy rządzące do rozładowania cierpienia mas poprzez uczucia religijne. W interesie klas rządzących leży zaszczepianie przekonania opartego na religii, że ich obecne cierpienie doprowadzi w końcu do szczęścia. Konkludując: dopóki masy są utrzymywane w powszechnej wierze nie będą podejmowały żadnych poważniejszych wysiłków by zrozumieć i przeciwstawić się prawdziwej przyczynie ich cierpienia, którą był według Marksa kapitalizm.
W tej perspektywie Marks uważał religię za formę eskapizmu:

Zniesienie religii jako iluzorycznego szczęścia, jest nieodzowne do uzyskania prawdziwego szczęścia. By spowodować porzucenie iluzji, trzeba zmienić warunki bytu, które iluzji wymagają. Krytyka religii jest zatem w zarodku; krytyka tego padołu łez, którego przejawem jest religia.

Marks wskazywał także, że chrześcijańska doktryna grzechu pierworodnego ma charakter antyspołeczny. Grzech pierworodny powoduje, że ludzie widzą źródło swojego nieszczęścia w niezmiennej i przekazywanej z pokolenia na pokolenie, grzeszności rodzaju ludzkiego, a nie w formie organizacji społeczeństwa i instytucji, które jak twierdził Marks, mogą być zmienione poprzez zbiorowe społeczne planowanie.

#### Wirusy umysłu
Richard Dawkins w 1976 ukuł w swojej książce pt. Samolubny gen termin mem, by zilustrować jak porcje informacji są przekazywane w obrębie kultury (analogicznie do genów). Użył później swojego pomysłu w Wirusach Umysłu by wytłumaczyć utrzymywanie się religii w społeczeństwach.
Dawkins twierdzi, że religia jest pakietem idei i pomysłów które w sumie mają zapewnić ciągłość i rozprzestrzenianie samych siebie. Na przykład: istotnym elementem bycia Chrześcijaninem jest wychowanie swoich dzieci w duchu chrześcijaństwa, wprowadzanie w życie Wielkiego Posłannictwa i jego monoteistycznego charakteru. Wszystko to ma za zadanie chronić religię przed konkurencyjnymi memami. W tym kontekście religia może być krytykowana jako nieprzystosowywalna, ponieważ ten mem może spowodować irracjonalne zachowanie się jego nosiciela, złe rozłożenie sił, strach i poczucie winy bez rzeczywistego powodu.

#### Owoce szaleństwa
Amerykański autor Sam Harris, który pisał na tematy neurologii i rozumu jest również autorem książki Koniec wiary, którą napisał po zamachach z 11 września 2001 oraz Listu do chrześcijańskiego narodu. W Końcu wiary porównuje wiarę do choroby psychicznej mówiąc, że wiara: pozwala skądinąd normalnej osobie, zrywać owoce szaleństwa i uważać je za święte
Amerykański neurolog Robert Sapolsky początków religii dopatruje się w zaburzeniach schizotypowych, występujących u szamanów. Według niego:

Założenia teorii szamanizmu opierającego się na psychopatologii równie dobrze pozwalają zrozumieć korzenie głównych religii świata zachodniego.

Istnieją również badania psychologiczne nad mistycyzmem i połączeniami między niektórymi niepokojącymi doznaniami mistycznymi a ciężkimi doświadczeniami z okresu dzieciństwa. W innych badaniach Clifford A. Pickover odkrywa dowody wskazujące na związek padaczki skroniowej z wieloma „duchowymi” doznaniami, takimi jak opętanie, mającymi swoje źródło w zmianie aktywności elektrycznej mózgu. Carl Sagan w swojej ostatniej książce Świat nawiedzany przez demony. Nauka jako światło w mroku uważa, że źródłem wszystkich widzeń świętych w przeszłości oraz współczesne widzenia UFO mają podstawę w tym samym umysłowym zaburzeniu.
Według profesora Vilayanura S. Ramachandrana „jest możliwe, że wielu wielkich przywódców religijnych miało zaburzenia funkcjonowania płatu skroniowego co powodowało, że mieli wizje lub mistyczne doznania”. Dr. Michael Persinger sztucznie stymulował płaty skroniowe polem magnetycznym, używając urządzenia nazwanego hełm boga i uzyskał efekt doznań religijnych włączając w to doświadczenia z pogranicza życia i śmierci oraz widzenie duchów. Profesor neuropsychologii John Bradshaw mówi także:

Niektóre formy zaburzeń funkcjonowania płata skroniowego, lub padaczki są związane z religijnością. Najnowsze skanowania mózgu u wierzących pochłoniętych modlitwą lub transcendentalną medytacją wykazują większą aktywność „boskich obszarów” jak nazywa je Vilayanur Ramachandran. Psylocybina z „magicznych” grzybków wpływa na system serotoninoergiczny, powodując większą aktywność tych i innych obszarów mózgu, dając poczucie kosmicznej jedności, transcendentalnego znaczenia i ekstazy religijnej. Pewne rytuały mogą powodować podobne odczucia odpowiadające aktywności serotogenicznej

W swojej książce Is Religion Dangerous, Keith Ward zwraca się do ludzi, którzy uważają, że wiara jest urojeniem cytując definicję z Oxford Companion to Mind: „Utrwalone i specyficzne przekonanie, niespotykane w kulturze do której należy jednostka.” i zauważa, że „większość wielkich filozofów wierzyła w Boga” i że wielu ludzi, którzy wykazują wysoki stopień racjonalnego myślenia oraz potrafią sensownie i spójne uzasadnić swoje przekonania „odrzuca przekonanie, że wiara w Boga jest urojeniem - niezależnie od tego czy jest błędna czy nie.”

### Zastąpiona przez naukę, filozofię i sztukę
Dla nonteisty potrzeba wyjaśniania zjawisk zaspokajana jest przez naukę i filozofię, kwestię dobra i zła rozwiązuje etyka, a potrzebę piękna zaspokaja sztuka.
Twierdzono często, że religia jest potrzebna, by odpowiedzieć, skąd pochodzi świat. Dla wielu wybitnych filozofów przed Darwinem uporządkowanie świata było powodem, by wierzyć w boga. Dziś wiadomo, że bardziej złożone powstaje z prostszego przez proces porządkujący znany jako dobór naturalny (a więc w oparciu o prawa fizyki). Uporządkowanie świata, determinizm i ewolucjonizm wydają się wręcz jednymi z najpoważniejszych argumentów przeciwko istnieniu bóstw i jakichś zewnętrznych względem świata zamierzeń, celów, woli i przyczyn (co jest przypadkowe wobec procesu światowej ewolucji – a więc np. jakieś zewnętrzne interwencje – nie ma w nim mocy; a i sam ów proces nie mógłby być, ze względu na ogólność prawideł, zaprogramowany pod konkretne rzeczy). Ponadto przez całą historię kreacjonizmu zwracano uwagę, że w żaden sposób nie odpowiada on na pytanie „jak jest możliwe bycie?” (jest jakby obok tematu: opowiada o różnych krainach i postaciach, o dawnych zdarzeniach – np. tworzenie, budowanie – ale bynajmniej nie odpowiada na pytanie kluczowe „jak w ogóle jest możliwe bycie? dlaczego coś jest?”).
Daniel Dennett, autor książki Odczarowanie. Religia jako zjawisko naturalne (2006), mówi: „Spodziewam się, że będę żył w czasach znikania silnego mistycyzmu w religiach. Myślę, że w ciągu około 25 lat nieomal wszystkie religie wyewoluują w kierunku zupełnie innych zjawisk do tego stopnia, że w wielu częściach świata nie będą wzbudzały już takiego respektu jaki wzbudzają dziś.”